# NHL 09
NHL 09 — вісімнадцятий гра в серії NHL від EA Sports.

## Нові можливості
У порівнянні з попередніми іграми, в NHL 09 додалося декілька нових можливостей, таких як альтернативна форма і розширені склади чеської екстраліги і російської суперліги. На честь столітнього ювілею команди Монреаль Канадієнс була додана збірна команда з її найкращих гравців за 100 років. Компанія EA Sports додала ностальгічний стиль управління, такий же як в NHL 94.

## Версія для ПК
Як і в двох попередніх іграх серії, версія для ПК відрізняється від версій для консолей: графіка гірше, і відсутня підтримка широкоформатних моніторів.

## Ліги і збірні
Всього в грі представлено сім ліг і двадцять одна збірна.

### Ліги
- НХЛ
- АХЛ
- Російська хокейна суперліга (робота над грою почалася ще до того, як Російська суперліга була переформована в КХЛ).
- Німецька хокейна ліга
- Шведська елітна серія
- Чеська екстраліга
- Фінська СМ-Ліга

### Збірні
| Росія    | Канада     | США       |
| Швеція   | Фінляндія  | Чехія     |
| Австрія  | Німеччина  | Швейцарія |
| Білорусь | Україна    | Казахстан |
| Латвія   | Словаччина | Італія    |
| Франція  | Норвегія   | Данія     |
| Польща   | Німеччина  | Японія    |

## Звук у грі

### Музика в меню
Музика в меню включає в себе 17 композицій. 
| Треки в меню NHL 09               | Треки в меню NHL 09         |
| --------------------------------- | --------------------------- |
| Виконавець/і                      | Назва                       |
| Airbourne                         | «Runnin 'Wild»              |
| Apocalyptica feat. Tomoyasu Hotei | «Grace»                     |
| Avenged Sevenfold                 | «Afterlife»                 |
| Billy Talent feat. Anti-Flag      | «Turn Your Back»            |
| Black Tide                        | «Warriors of Time»          |
| Bullet for My Valentine           | «Hearts Burst Into Fire»    |
| Coheed and Cambria                | «The Running Free»          |
| Disco Ensemble                    | «This Is My Head Exploding» |
| From First to Last                | «Two As One»                |
| Johnossi                          | «Execution Song»            |
| Millencolin                       | «Done Is Done»              |
| Panic at the Disco                | «Nine in the Afternoon»     |
| Phantom Planet                    | «Do the Panic»              |
| Protest the Hero                  | «The Dissentience»          |
| Sons and Daughters                | «Gilt Complex»              |
| The Elms                          | «The Shake»                 |
| The Kills                         | «Cheap and Cheerful»        |

## Оцінки
| Видання                      | Оцінка              |
| ---------------------------- | ------------------- |
| 1Up.com                      | B +                 |
| Electronic Gaming Monthly    | B +                 |
| Game Informer                | 9.25/10             |
| GameSpot                     | 9.0/10 (Xbox 360)   |
| GameZone                     | 9.0/10 (9.1/10 PS3) |
| IGN                          | 9.0/10              |
| Official Xbox Magazine (США) | 9.0/10              |
| TeamXbox                     | 9.3/10              |
| X-Play                       | 4/5                 |

### Нагороди
- IGN:
  - Найкраща спортивна гра для Xbox 360
- GameSpot:
  - Найкращі спортивні ігри
  - Номінація — Гра року
  - Номінація — Найкраща спортивна кооперативна гра
- Spike TV Video Game Awards:
  - Найкраща спортивна кооперативна гра
- Номінації від GameTrailers:
  - Найкращі спортивні ігри
  - Номінація — Найкраща гра для Xbox 360

## Коментатори
В англійських версіях гри для ПК і PlayStation 2 гру коментують Джим Хьюгсон і Крейг Сімпсон. Гері Торн і Білл Клемент присутні у версіях для PS3 і Xbox 360. Російську версію гри озвучували Олександр Ткачов і Дмитро Савін.

## Цікаві факти
- Сабріна Ладха — жінка-голкіпер потрапила до списку вільних агентів з середнім рейтингом 98 (90 в версії для Playstation 2) завдяки тому, що її батько виграв благодійний аукціон, заплативши сім тисяч доларів.